# Sierra Leone National Shipping Company
Die Sierra Leone National Shipping Company (SLNSC) ist ein 100%iges staatliches Schifffahrts- und Logistik-Unternehmen in Sierra Leone mit Sitz in Freetown. Die SLNSC ist verantwortlich für die Bereitstellung von Frachtdiensten innerhalb und außerhalb von Sierra Leone sowie für die damit verbundenen Dienste der Frachtabfertigung, -spedition, -beförderung und -verpackung.
Gemäß der Gründungsurkunde und der Satzung wurde das Unternehmen als Joint-Venture-Partnerschaft zwischen der Regierung von Sierra Leone und der norwegischen A/S Ocean Transport of Bergen 1972 gegründet. Im Rahmen der anhaltenden Privatisierungsbestrebungen wurde 2015 ein Joint Venture mit der britischen Nectar Group geschlossen.